# Inulin
Inulin là nhóm các polysaccharides tự nhiên được nhiều loại thực vật tạo ra, trong công nghiệp thường được chiết xuất từ rau diếp xoăn. Các inulins thuộc về một loại chất xơ được gọi là fructan. Inulin được một số thực vật sử dụng như một cách lưu trữ năng lượng và thường được tìm thấy trong rễ hoặc thân rễ. Hầu hết các loài thực vật tổng hợp và lưu trữ inulin không lưu trữ carbohydrate khác như tinh bột. Sử dụng inulin đo chức năng thận là "tiêu chuẩn vàng" để so sánh với các phương tiện khác nhằm ước lượng mức độ thải creatinin.
Trong các loại ngũ cốc, inulin thường có mạch ngắn, còn trong các cây họ cúc, inulin thường có mạch dài hơn. Trong dinh dưỡng, chúng được xem là những chất xơ tan trong nước không có giá trị dinh dưỡng, vì trong dạ dày và ruột non của người không có enzym thủy phân chất này. Nó không được hấp thu ở ruột non. Đến ruột già, inulin được vi khuẩn có ích Bifidobacterium ssp và Lactobacillus ssp phân giải. Chính vì thế, bổ sung inulin là cung cấp môi trường dinh dưỡng cho những vi khuẩn có lợi phát triển. Inulin được xem là các prebiotic. Tương tự như polysaccharide không tiêu hóa được khác, inulin có tác dụng trên bệnh nhân táo bón.